# Міський тунель (Оффенбах)
50°06′09″ пн. ш. 8°46′47″ сх. д. / 50.1023634° пн. ш. 8.779779° сх. д.
Оффенбахський міський тунель — двоколійний залізничний тунель на залізниці Франкфурт-Шлахтхоф — Ганау в Оффенбах-на-Майні в німецькій землі Гессен. 
Його використовують всі східні гілки міської залізниці Рейн-Майн (S1, S2, S8 і S9). 
Прокладено здебільшого під Берлінер-штрасе.

## Будівництво
Було розглянуто кілька варіантів, і в 1983 році було обрано поточний маршрут. 
4 грудня 1986 року було погоджено фінансування проекту, а наприкінці 1990 року було досягнуто схвалення планування, що дозволило розпочати будівництво. 
Проте символічний початок будівництва відбувся 23 березня 1988 року. 
Частини нової лінії проходять уздовж або під коліями колишньої лінії Lokalbahn.

Введення в експлуатацію та подальші зміни

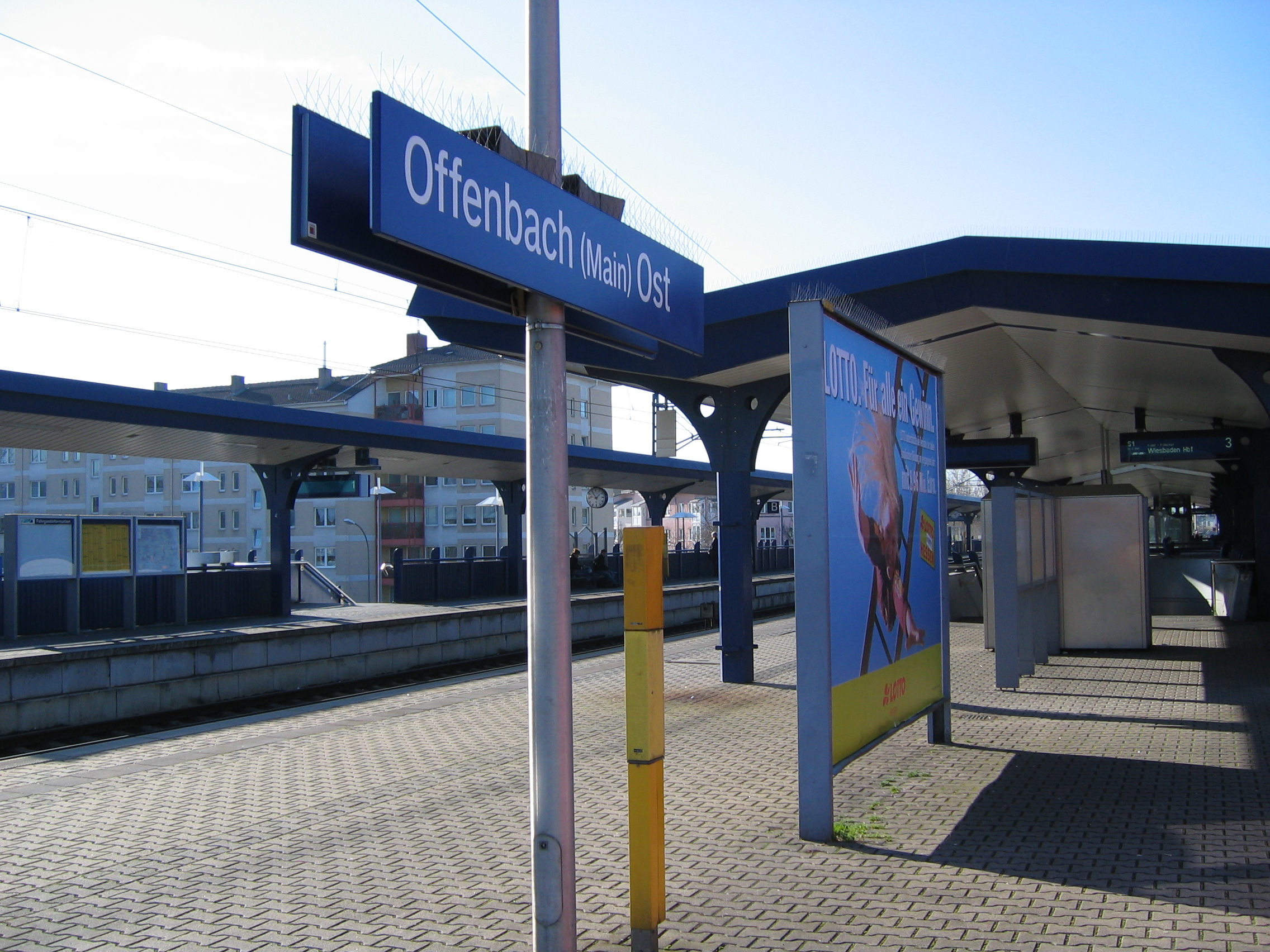
Станція Оффенбах-Cхідний

Лінія між Франкфуртом-Мюльбергом і Оффенбах-Cхідний була відкрита 23 травня 1995 року. 
Це було пов'язано з розширенням лінії S8 до Ганау-Головний, тоді як потяги лінії S1 курсували лише до Оффенбах-Cхідний. 
Лінія S2, яка раніше закінчувалася на Мульберг, була перенаправлена на станцію Франкфурт-на-Майні-Південний.
Після завершення модернізації залізниці Родгау, а також маршруту до Дітценбаха 23 березня 2001 року лінії S1, S2, S8 і S9 тепер проходять через Оффенбахський міський тунель. 
Обмежена пропускна спроможність Франкфуртського міського тунелю до 13 червня 2010 року означала, що потяги лінії S2 — на відміну від інших ліній — могли курсувати лише кожні півгодини, тоді як додаткові потяги S2 у години пік могли курсувати лише між Дітценбахом і Оффенбах-Головний і між Франкфурт-на-Майні-Головний і Нідернгаузен, а не використовувати тунель.
У Оффенбахському міському тунелі поїзди S-Bahn зупиняються на трьох станціях: Кайзерлай, Ледермузоїм (Німецький музей шкіри) і Марктплац. 
Всі станції дуже схожі за конструкцією.